# Clément-Auguste de Bavière
 (mai 2012).
Si vous disposez d'ouvrages ou d'articles de référence ou si vous connaissez des sites web de qualité traitant du thème abordé ici, merci de compléter l'article en donnant les références utiles à sa vérifiabilité et en les liant à la section « Notes et références ».
Clément-Auguste de Bavière (en allemand : Clemens August Maria von Bayern), né en 1700 à Bruxelles et mort en 1761 à Ehrenbreitstein est un cadet de la maison de Wittelsbach qui fut prince-évêque sous le nom de Clément-Auguste Ier.

## Biographie
Second fils de l'électeur Maximilien II, électeur de Bavière et gouverneur des Pays-Bas espagnols et de Thérèse-Cunégonde Sobieski, il est né à Bruxelles le 17 août 1700 et mort à Ehrenbreitstein le 6 février 1761. Il est ordonné à l'âge de seize ans.
Évêque de Ratisbonne dès 1716 - qu'il laissa à son frère Jean-Théodore en 1719- puis prince-évêque de Münster et Paderborn à partir de 1719, il devient archevêque-électeur de Cologne en 1723 à la mort de son oncle Joseph-Clément de Bavière puis de Hildesheim à partir de 1724 et d'Osnabrück à partir de 1728, cumulant ainsi les bénéfices ecclésiastiques malgré l'interdiction du concile de Trente. Il est également grand maître de l'ordre Teutonique en 1732.

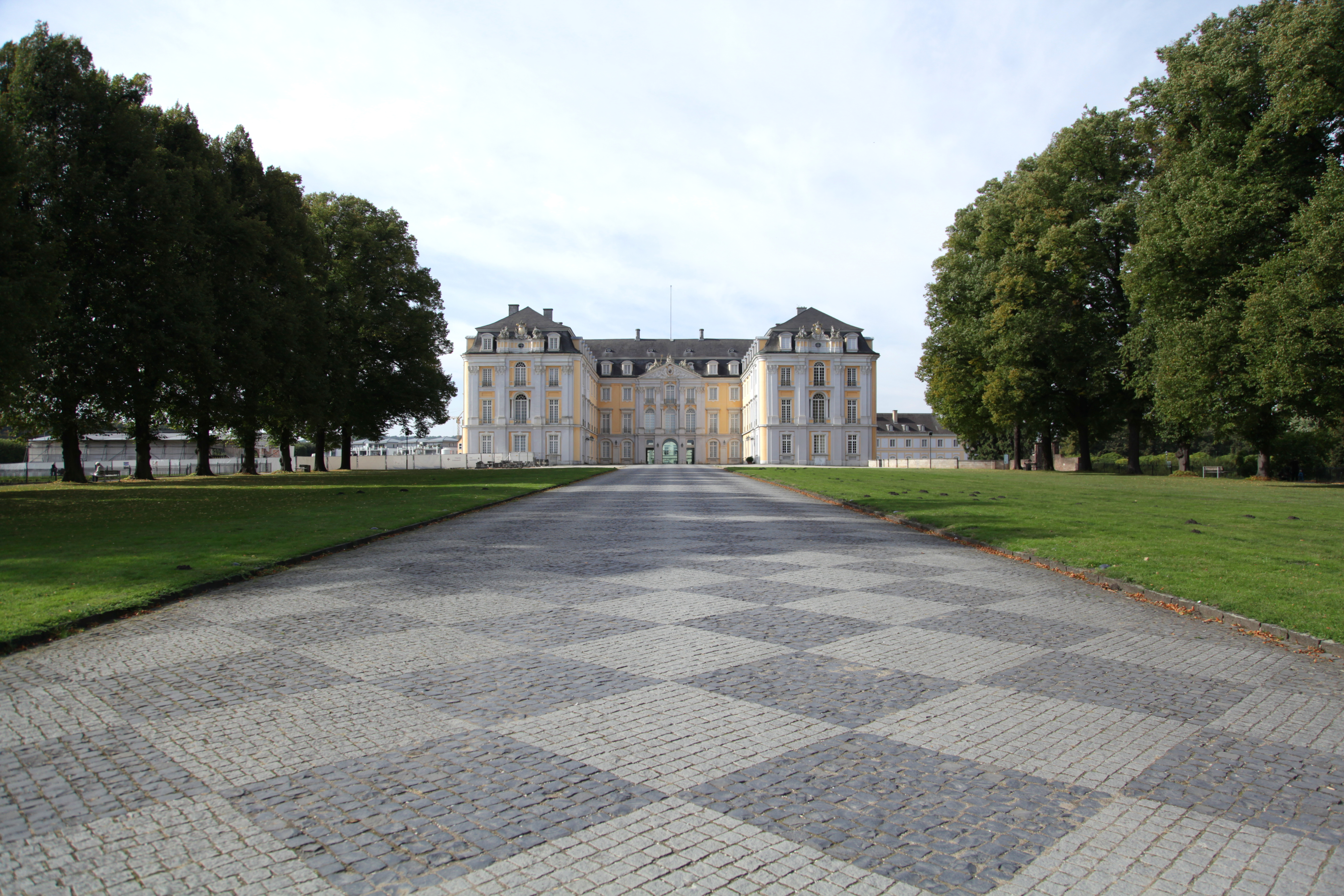
Château d'Augustusburg

En 1725, après sa nomination en tant qu'archevêque-électeur de Cologne en 1723, il fit construire par le jeune architecte européen François de Cuvilliés (dit l'Ancien), les châteaux d'Augustusburg et de Falkenlust à Brühl dans l'actuel Land de Rhénanie-Palatinat dans lesquels il résidait. Le premier étant sa résidence, et le second, plus petit, son château de chasse et de plaisance.

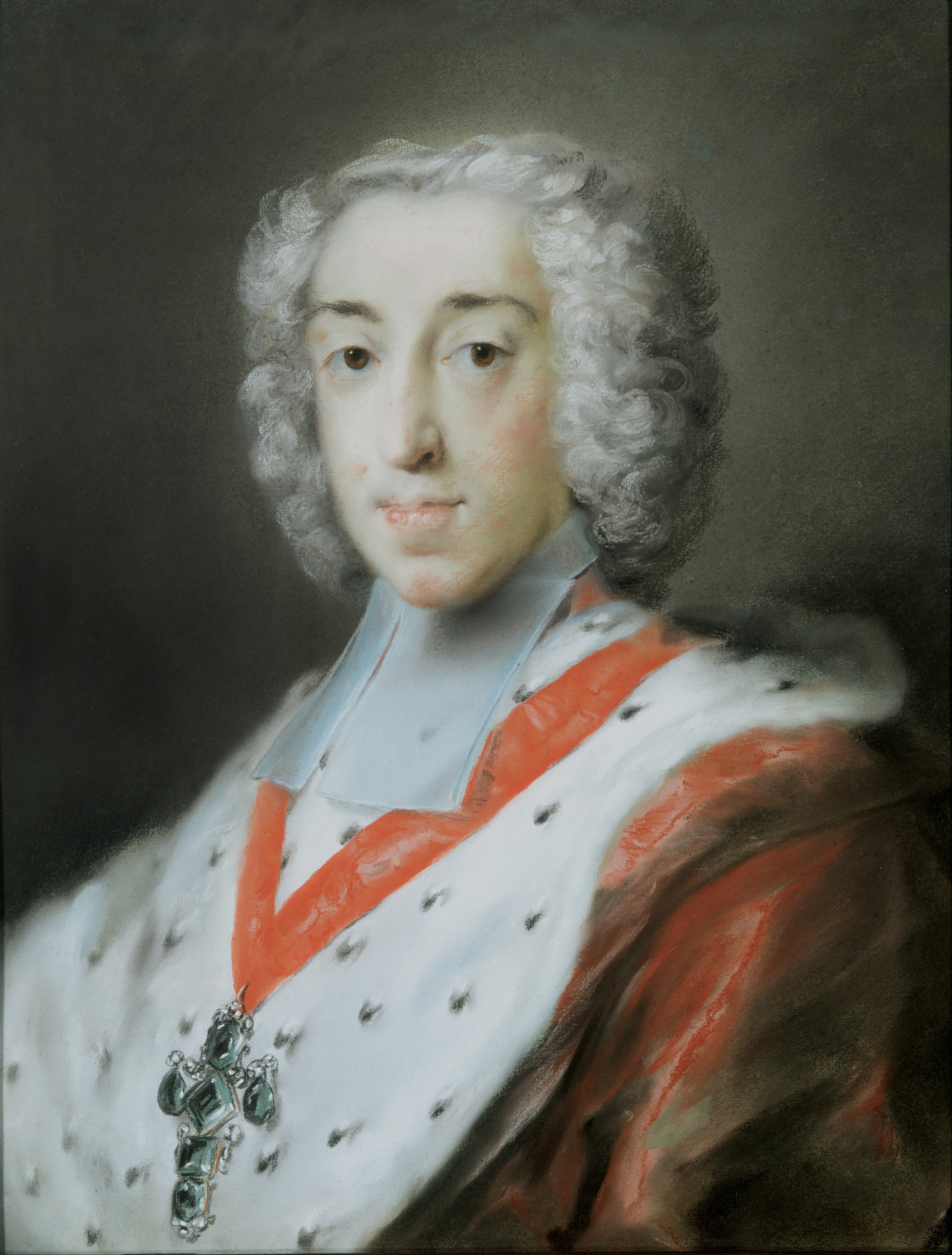
Clément-Auguste de Bavière, 1727
par Rosalba Carriera
Gemaldegalerie Alte Meister

En 1727, la peintre vénitienne Rosalba Carriera réalisa son portrait au pastel en tenue d'Électeur de Cologne. Il est conservé à Dresde. Il obtint un retable de Giambattista Tiepolo, mais la condition fut qu'il soit réalisé à Venise.
Amateur d'art, il commande à Giambattista Pittoni deux retables, en 1734 pour l'église du château de Bad Mergentheim et en 1739 pour l'église du monastère augustinien de Dießen am Ammersee.
Prince-électeur, il soutint son frère, l'électeur Charles-Albert de Bavière lors de l'élection impériale de 1742, puis après la mort de celui-ci et la renonciation de son neveu Maximilien III Joseph de Bavière, François-Étienne de Lorraine en 1745.
Dernier membre de la maison de Wittelsbach à régner à Cologne, sa mort en 1761 mit fin au règne des « Bavière » qui avait commencé en 1483.
Le prince Charles-Alexandre de Lorraine, frère de l'empereur et gouverneur des Pays-Bas autrichiens, fut élu grand maître de l'ordre Teutonique.